# 圣埃尔皮迪奥港
圣埃尔皮迪奥港（義大利語：Porto Sant'Elpidio），是意大利费尔莫省的一个市镇。总面积18.14平方公里，人口25434人，人口密度1402.1人/平方公里（2009年）。ISTAT代码为044061。